# Bastion Saint-Rémy
Le bastion Saint-Rémy est l'une des fortifications les plus importantes de Cagliari, située dans l'historique quartier Castello. Le nom dérive du premier vice-roi piémontais, Filippo-Guglielmo Pallavicini, baron de Saint Rémy. A la fin du XIXe siècle, il a été transformé monumentalement en escalier surmonté de l'arc de Triomphe, qui donne accès à un passage couvert et à une grande terrasse panoramique. 

## Histoire
Il a été construit à la fin du XIXe siècle sur les anciens murs de la ville, datant du début du XIVe siècle, reliant les trois remparts sud, pour joindre le quartier Castello avec les remparts sous-jacents de Villanova et Marina. 

## Aspect
La promenade couverte et la terrasse Umberto I, cette dernière construite sur l'ancien bastion de Sperone, ont été conçues en 1896 par l'ingénieur Giuseppe Costa et Fulgenzio Setti. Le bâtiment est construit en style néoclassique, avec des colonnes corinthiennes, en Pietra Forte, un calcaire blanc et jaune présent en abondance dans les environs. Il a été inauguré en 1901. L'escalier à double rampe s'arrête dans la promenade couverte et se termine sous l'Arc de Triomphe, sur la terrasse Umberto I. Le 17 février 1943, l'escalier et l'Arc de Triomphe ont été gravement endommagés par les bombes des B-17 américains pendant la Seconde Guerre mondiale, mais après ils ont été fidèlement reconstruits. 
Le passage couvert, depuis son inauguration en 1902 a été utilisée de différentes manières. Au début, il était utilisé comme salle de banquet, puis pendant la Première Guerre mondiale, il a été utilisé comme infirmerie. Pendant la Seconde Guerre mondiale, il a été utilisé comme refuge pour les personnes déplacées dont les maisons ont été détruites par des bombes. En 1948, il a accueilli la première foire commerciale de Sardaigne. Après de nombreuses années d'abandon, la promenade a été restaurée et revalorisée comme espace culturel réservé notamment aux expositions artistiques. 

## Images

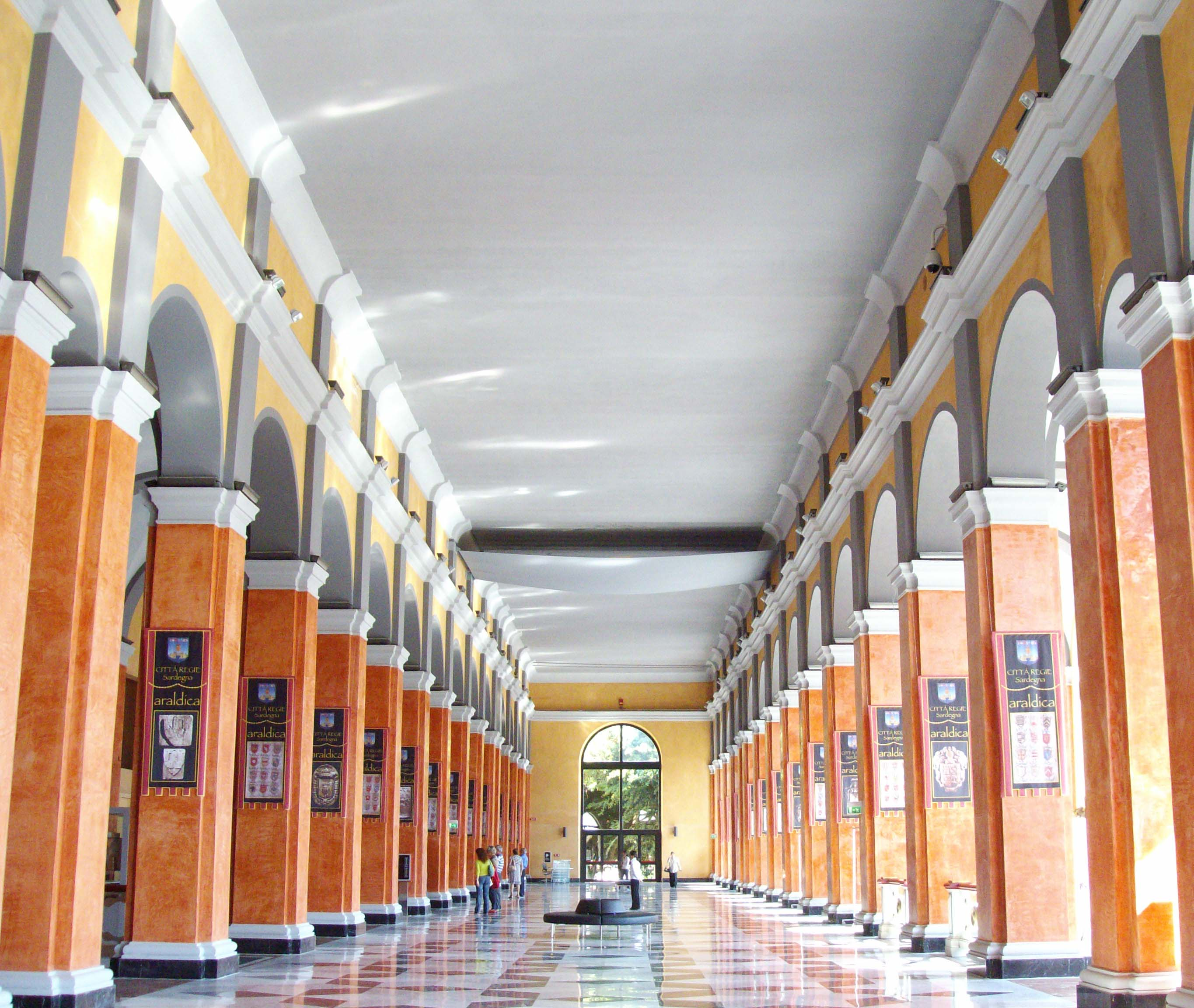
Promenade couverte.
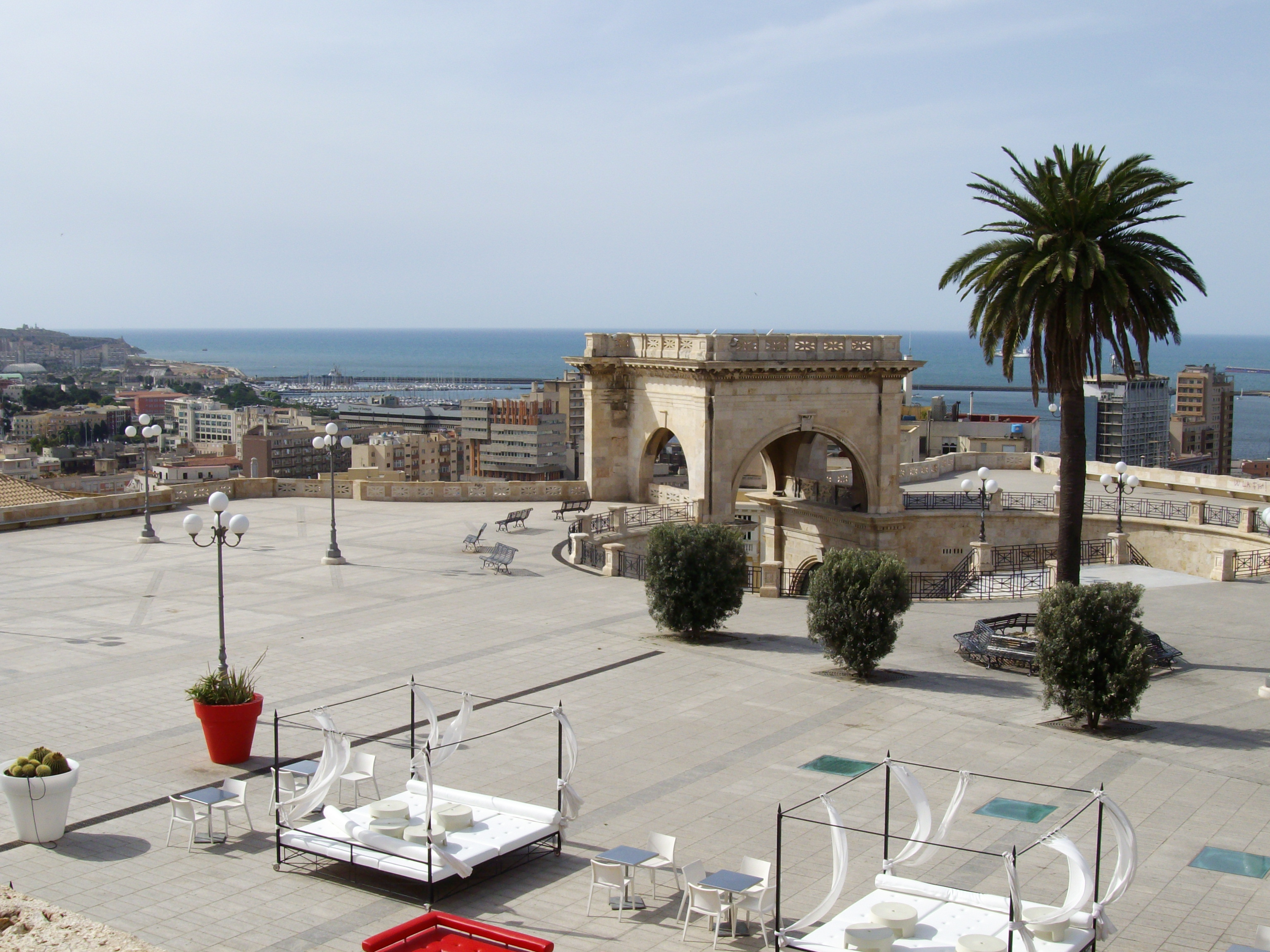
Terrasse Umberto I.
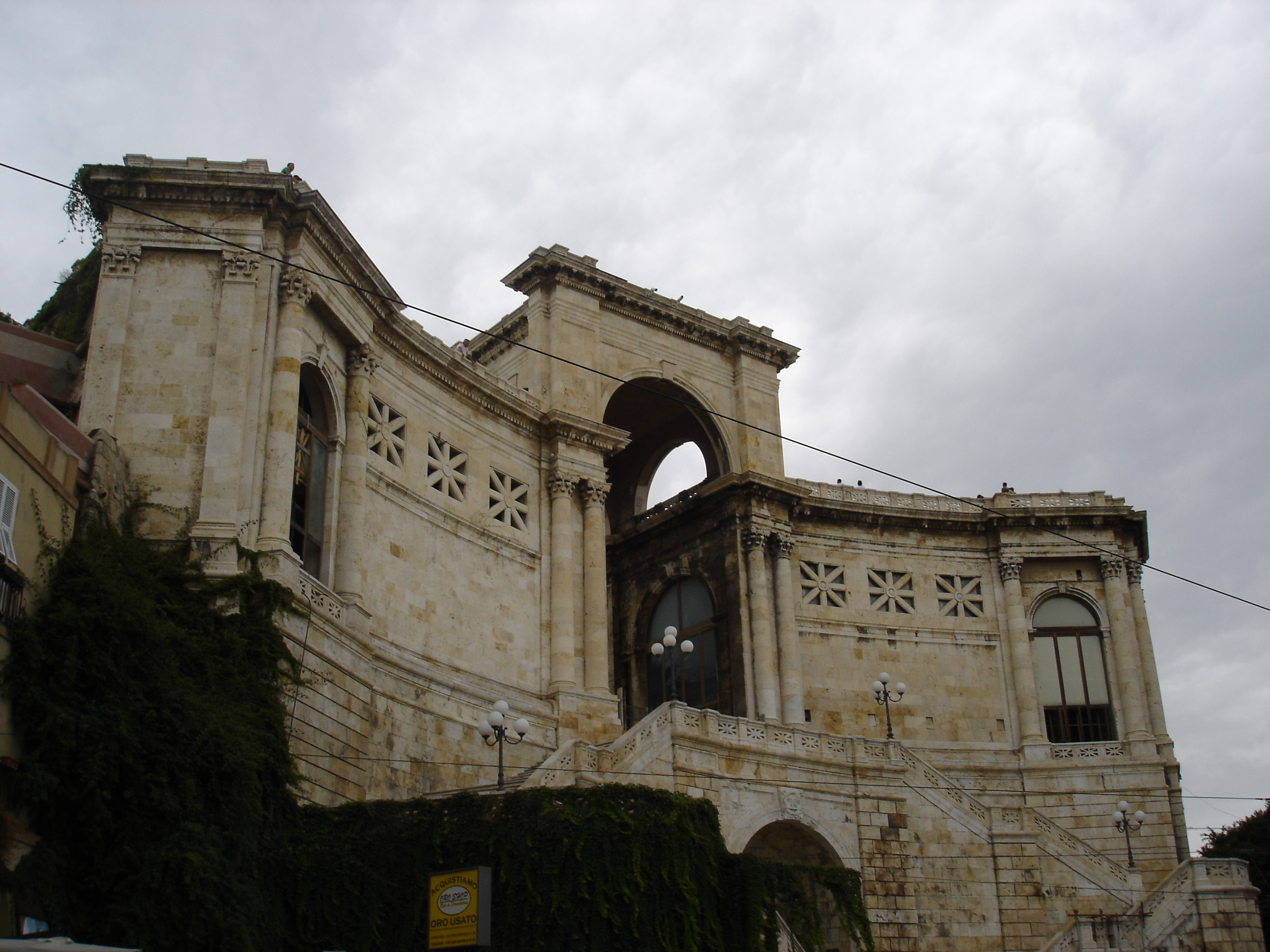
Le Bastion de Saint Rémy.